# Rodney Stuckey
Rodney Norvell Stuckey (Kent, 21 aprile 1986) è un ex cestista statunitense che giocava come guardia.
È alto 196 cm per 93 kg.

## Carriera

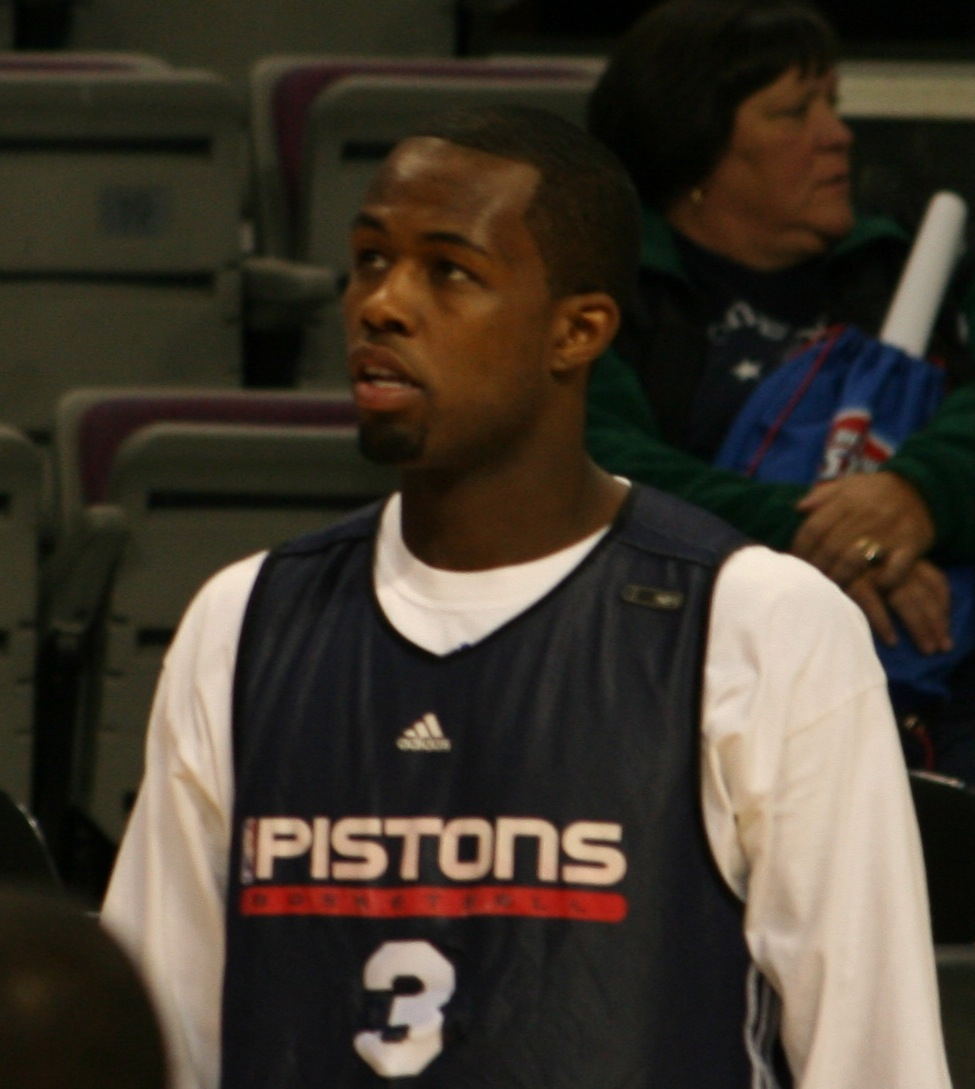
Stuckey con i Detroit Pistons durante il riscaldamento

Ha frequentato il college di Eastern Washington, dove ha mantenuto una media di 24,2 punti per gara nella sua stagione da freshman e 24,6 in quella da sophomore.
Nel 2007 è stato chiamato dai Detroit Pistons alla 15ª posizione del primo giro del draft. Nella sua stagione da rookie ha mantenuto una media di 7,6 punti, 2,3 rimbalzi e 2,8 assist in 19 minuti di utilizzo medio per partita: va però sottolineato come abbia cominciato in quintetto solo due dei 57 match da lui giocati in regular season. Ha inoltre disputato un'ottima post-season realizzando 8,2 punti a partita.

## Statistiche

### College
| Anno      | Squadra              | PG | PT | MP   | TC%  | 3P%  | TL%  | RP  | AP  | PRP | SP  | PP   |
| --------- | -------------------- | -- | -- | ---- | ---- | ---- | ---- | --- | --- | --- | --- | ---- |
| 2005-2006 | E. Washington Eagles | 30 | 30 | 33,0 | 49,0 | 37,2 | 76,0 | 4,8 | 4,1 | 2,2 | 0,3 | 24,2 |
| 2006-2007 | E. Washington Eagles | 29 | 29 | 33,3 | 45,3 | 26,7 | 84,6 | 4,7 | 5,5 | 2,4 | 0,3 | 24,6 |
| Carriera  | Carriera             | 59 | 59 | 33,1 | 47,2 | 31,7 | 80,6 | 4,7 | 4,8 | 2,3 | 0,3 | 24,4 |

### NBA

#### Regular Season
| Anno      | Squadra         | PG  | PT  | MP   | TC%  | 3P%  | TL%  | RP  | AP  | PRP | SP  | PP   |
| --------- | --------------- | --- | --- | ---- | ---- | ---- | ---- | --- | --- | --- | --- | ---- |
| 2007-2008 | Detroit Pistons | 57  | 2   | 19,0 | 40,1 | 18,8 | 81,4 | 2,3 | 2,8 | 0,9 | 0,1 | 7,6  |
| 2008-2009 | Detroit Pistons | 79  | 65  | 31,9 | 43,9 | 29,5 | 80,3 | 3,5 | 4,9 | 1,0 | 0,1 | 13,4 |
| 2009-2010 | Detroit Pistons | 73  | 67  | 34,2 | 40,5 | 22,8 | 83,3 | 3,8 | 4,8 | 1,4 | 0,2 | 16,6 |
| 2010-2011 | Detroit Pistons | 70  | 54  | 31,2 | 43,9 | 28,9 | 86,6 | 3,1 | 5,2 | 1,1 | 0,1 | 15,5 |
| 2011-2012 | Detroit Pistons | 55  | 48  | 29,9 | 42,9 | 31,7 | 83,4 | 2,6 | 3,8 | 0,8 | 0,2 | 14,8 |
| 2012-2013 | Detroit Pistons | 76  | 24  | 28,6 | 40,6 | 30,2 | 78,3 | 2,8 | 3,6 | 0,7 | 0,2 | 11,5 |
| 2013-2014 | Detroit Pistons | 73  | 5   | 26,7 | 43,6 | 27,3 | 83,6 | 2,3 | 2,1 | 0,7 | 0,1 | 13,9 |
| 2014-2015 | Indiana Pacers  | 71  | 36  | 26,4 | 44,0 | 39,0 | 81,9 | 3,5 | 3,1 | 0,8 | 0,1 | 12,6 |
| 2015-2016 | Indiana Pacers  | 58  | 1   | 22,0 | 41,3 | 24,1 | 82,9 | 2,7 | 2,4 | 0,7 | 0,1 | 8,9  |
| 2016-2017 | Indiana Pacers  | 39  | 0   | 17,8 | 37,3 | 31,7 | 74,8 | 2,2 | 2,2 | 0,4 | 0,0 | 7,2  |
| Carriera  | Carriera        | 651 | 302 | 27,5 | 42,3 | 30,0 | 82,4 | 2,9 | 3,6 | 0,9 | 0,1 | 12,6 |

#### Playoffs
| Anno     | Squadra         | PG | PT | MP   | TC%  | 3P%  | TL%  | RP  | AP  | PRP | SP  | PP   |
| -------- | --------------- | -- | -- | ---- | ---- | ---- | ---- | --- | --- | --- | --- | ---- |
| 2008     | Detroit Pistons | 17 | 2  | 22,4 | 37,1 | 28,6 | 87,9 | 1,9 | 3,4 | 1,1 | 0,1 | 8,2  |
| 2009     | Detroit Pistons | 4  | 4  | 32,0 | 39,3 | 0,0  | 85,7 | 2,3 | 5,3 | 0,0 | 0,0 | 15,0 |
| 2016     | Indiana Pacers  | 7  | 0  | 17,9 | 39,5 | 50,0 | 55,6 | 2,1 | 2,0 | 0,6 | 0,1 | 6,3  |
| Carriera | Carriera        | 28 | 6  | 22,6 | 38,2 | 28,0 | 84,0 | 2,0 | 3,3 | 0,8 | 0,1 | 8,7  |

## Palmarès
- NBA All-Rookie Second Team (2008)